# It's Late
«It's Late» (укр. «Вже пізно») — пісня та сингл британського рок-гурту «Queen», яку написав гітарист Браян Мей та яка увійшла до альбому «News of the World» 1977 року. 

## Передумови
У пісні реалізовано ідею Браяна Мея створити композицію на зразок театральної п'єси з трьох дій. На вкладці платівки з текстом пісні куплети називалися «діями». У пісні Мей використав техніку гри на гітарі тепінг за декілька тижнів до того, як її використав Едді Ван Гален в альбомі «Van Halen». Журналу «Guitar Player» Мей повідомив, що на використання техніки тепінгу, його надихнув техаський гітарист Рокі Атас, коли він побачив один із його виступів у даллаському клубі «Mother Blues». Тепінг також використовували раніше інші виконавці, зокрема, Стів Гекетт з гурту «Genesis». 
«It's Late» відрізняється від решти пісень гурту своєю великою довжиною та широким голосовим діапазоном (Мі малої октави — Мі третьої октави), блюзовим гітарним рифом та використанням раніше згаданої техніки. Її лірика описує любовний роман, який знаходиться на межі закінчення.

## Рецензії
За словами «Billboard», музика синглової версії пісні «переключається з приглушеної балади на громоподібний рок-н-рол». «Cash Box» відзначав, що «гітарна робота Браяна Мея чудово [доповнює] проникливий вокал Фредді Мерк'юрі». «Record World» назвав пісню «громоподібним рокером, [який] має тихі пасажі та гарну мелодію, а потім реве на приспівах».

## Реліз
1978 року пісня вийшла як сингл в США, хоча і в сильно відредагованій формі, де досягла максимальної 74 позиції в «Billboard Hot 100» і 66 позиції в «Cash Box Top 100». 1997 року «It's Late» ввійшла до збірки «Queen Rocks», а також до неї зняли нове відео з використанням кадрів із Лас-Вегасу та повіями, що поєднувалися з живим виконанням пісні.

## Музиканти
- Фредді Мерк'юрі — головний вокал, бек-вокал;
- Браян Мей — електрогітара, бек-вокал;
- Роджер Тейлор — ударні, бек-вокал;
- Джон Дікон — бас-гітара.

## Використання
Пісня з'являється у документальному фільмі 2006 року «Курт Кобейн: Про сина». Вона також грає у титрах фільму Джоді Хілла «Типу крутий охоронець».
У концертному альбомі «Return of the Champions» проєкту «Queen + Пол Роджерс» відокремлена версія пісні «Hammer to Fall» грає в стилі, натхненням якого послужила «It's Late».